# Ferrocarril Turístic de l'Alt Llobregat
El Ferrocarril Turístic de l'Alt Llobregat o ferrocarril de la Pobla de Lillet a Castellar de n'Hug és una línia de ferrocarril per on circula un tren turístic, que es va posar en servei l'1 de juliol de 2005 sota la marca Tren del Ciment, gestionat per Ferrocarrils de la Generalitat de Catalunya. Constituí un nou tipus de línia fins aquell moment inèdita a Catalunya, nascut sobre el que havia estat l'antiga línia de Guardiola de Berguedà a Castellar de n'Hug, en ample de via de 600 mm.

## Història
La zona del Clot del Moro havia estat tradicionalment aïllada per la seva complicada orografia, per la qual cosa l'obertura de la Fàbrica de Ciment Asland va suposar un gran impuls a la seva economia. El 1904, la cimentera decideix obrir un ramal propi a Castellar de n'Hug, per afavorir les exportacions, construint un carrilet de via estreta que va seguir en servei fins al 1963.
El 2005, amb la cimentera ja tancada, la Generalitat decideix iniciar un servei turísitic, que anirà a càrrec d'FGC. Per això, va caldre reconstruir part del traçat, incloent un museu que es va obrir el 2014.

## Descripció

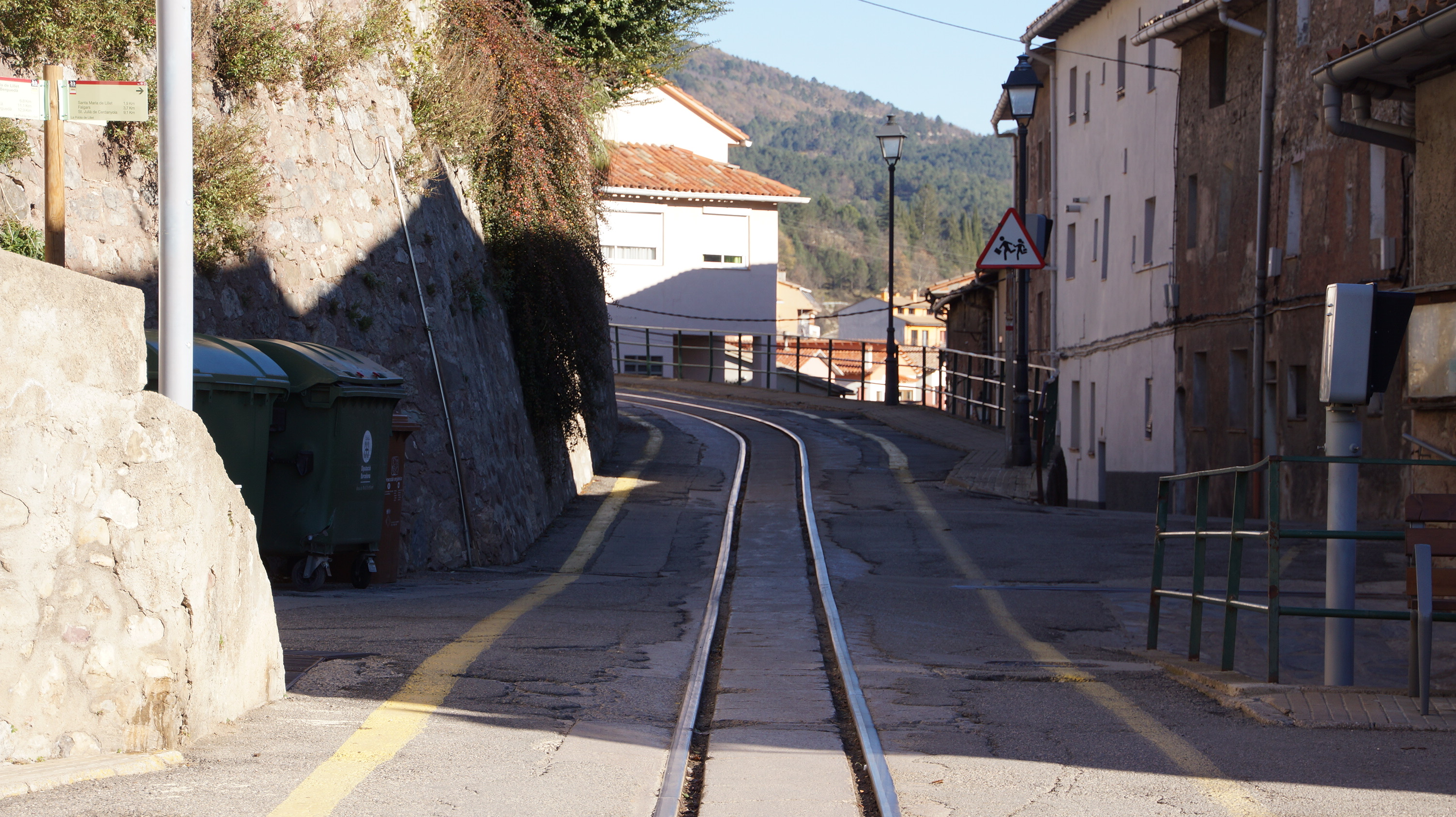
Traçat per l'interior de la Pobla de Lillet

El traçat enllaça l'estació de La Pobla de Lillet, situada als afores d'aquesta població al peu de la carretera de Guardiola, amb la zona del Clot del Moro, on hi havia la fàbrica de Ciment Asland i ja al terme municipal de Castellar de n'Hug.
El traçat, de 3,5 km, s'inicia a l'estació de La Pobla, on hi ha una exposició de locomotores i vehicles de transport, passant tot seguit un túnel. A continuació, la línia voreja la muntanya per un camí formigonat compartit amb vehicles. El traçat s'endinsa entre les cases del poble, sense deixar mai el traçat tipus "tramvia" i s'arriba al baixador de La Pobla Centre. La via segueix el seu camí sortint del nucli i passant ben aviat per un pont metàl·lic sobre el riu Llobregat. Vorejant una fàbrica de cartró i alguna trinxera s'arriba a l'estació dels Jardins Artigas.
A partir d'aquí, la via torna a recolzar-se sobre balast i amb sinuós traçat s'arriba al Clot del Moro, en el terme municipal de Castellar de n'Hug, on hi ha el Museu del Ciment Asland.